# Wielki szlem (baseball)
Wielki szlem (ang. grand slam) – w  baseballu, jest to home run, podczas którego wszystkie trzy bazy są zajęte w momencie uderzenia. W efekcie drużyna zdobywa 4 obiegi (4 punkty) – jest to maksymalna liczba punktów jaką dany zespół może zdobyć w jednej zagrywce.

## Liderzy w klasyfikacji wszech czasów MLB pod względem liczby zdobytych wielkich szlemów

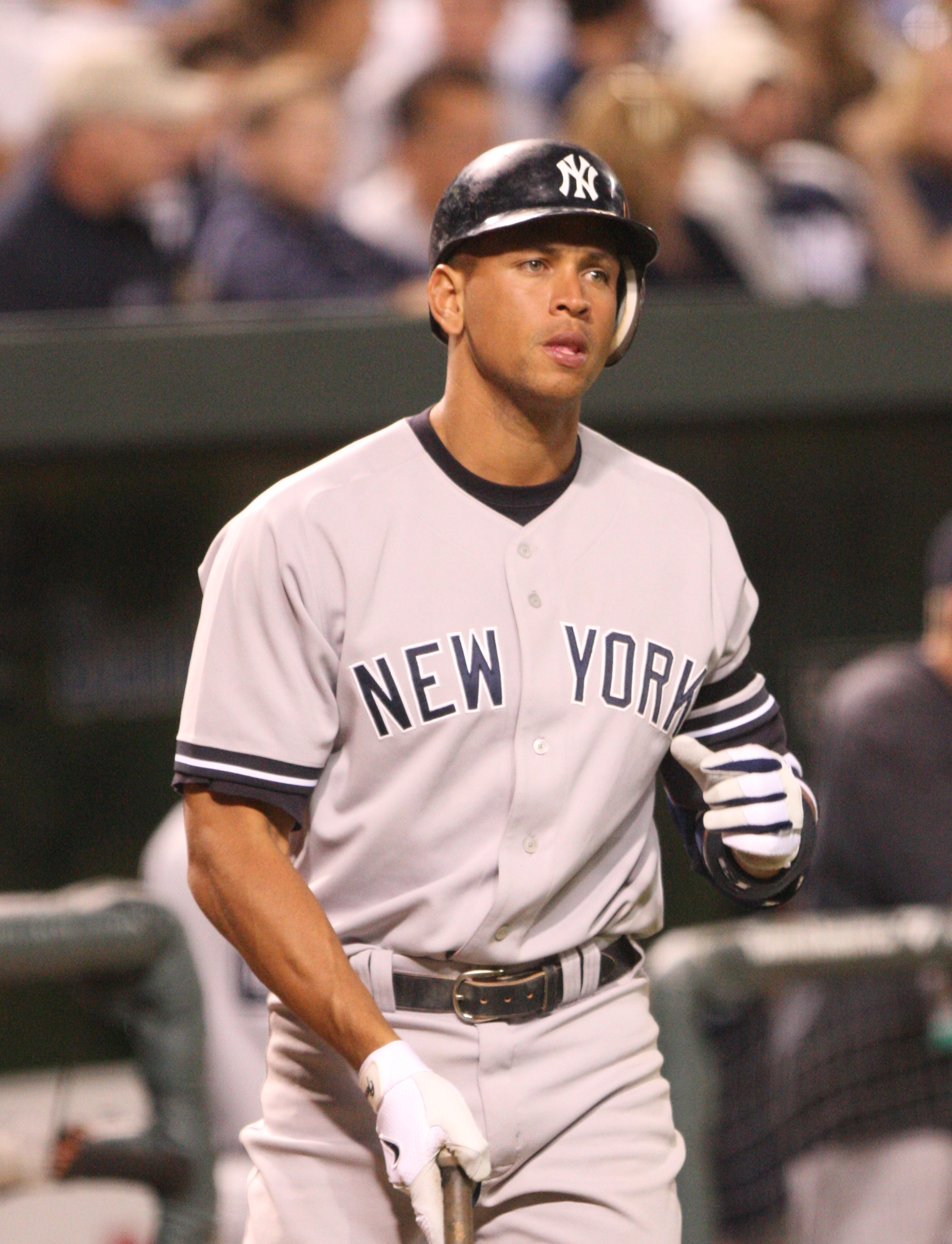
Alex Rodriguez jest liderem w klasyfikacji z liczbą 25 zdobytych wielkich szlemów.

| miejsce | zawodnik        | zdobyte szlemy |
| ------- | --------------- | -------------- |
| 1.      | Alex Rodriguez  | 25             |
| 2.      | Lou Gehrig      | 23             |
| 3.      | Manny Ramírez   | 21             |
| 4.      | Eddie Murray    | 19             |
| 5.      | Willie McCovey  | 18             |
| 5.      | Robin Ventura   | 18             |
| 7.      | Carlos Lee      | 17             |
| 7.      | Jimmie Foxx     | 17             |
| 7.      | Ted Williams    | 17             |
| 10.     | Hank Aaron      | 16             |
| 10.     | Dave Kingman    | 16             |
| 12.     | Babe Ruth       | 16             |
| 13.     | Ken Griffey Jr. | 15             |
| 13.     | Richie Sexson   | 15             |
| 15.     | Jason Giambi    | 14             |
| 15.     | Gil Hodges      | 14             |
| 15.     | Mark McGwire    | 14             |
| 15.     | Mike Piazza     | 14             |